# Julio Gallego (actor)
Julio Gallego Alonso (n. Urueña, Valladolid; 1900 - f. 1981) era un actor de doblaje, locutor radiofónico y crítico taurino español.

## Biografía
Procedente del teatro, Julio se convirtió en uno de los pioneros del doblaje en España cuando fue uno de los primeros contratados por los estudios de sincronización barceloneses de la Metro Goldwyn Mayer en la década de los 30.
Se especializó en actores secundarios y se convirtió en la voz habitual en Barcelona de Xavier Cugat en la década de los 50. A mediados de la década de los 40 empezó a compaginar su faceta de doblador con la radio, donde adquirió gran popularidad con sus papeles en el Teatro invisible radiofónico y en las retransmisiones de corridas de toros. Julio se había aficionado a la tauromaquia desde que de pequeño leyera una crónica de Gregorio Corrochano en el diario ABC.
En 1959 fue galardonado con el Premio Ondas por su labor taurina para RNE. A mediados de la década de los 60 se retiró del doblaje.
Su hija es la también dobladora Julia Gallego.